# Myrmarachne bidentata
Myrmarachne bidentata là một loài nhện trong họ Salticidae.
Loài này thuộc chi Myrmarachne. Myrmarachne bidentata được Richard C. Banks miêu tả năm 1930.